# Juventus Basket Pontedera 2007-2008
Questa voce raccoglie le informazioni riguardanti la Juventus Basket Pontedera nelle competizioni ufficiali della stagione 2007-2008.

## Stagione
La stagione 2007-2008 è stata la sesta che la Juventus Basket Pontedera, sponsorizzata Castellani, ha disputato in Serie A2.

## Verdetti stagionali
- Serie A2: (33 partite)

stagione regolare: 2º posto nel Girone Sud su 16 squadre (23 vinte, 7 perse);
play-off: semifinale persa contro Chieti (1-2).
- Coppa Italia di Serie A2: (2 partite)

Finale vinta su Ancona (62-60)

## Roster
|    | Naz.                 | Ruolo | Sportivo                  | Anno | Alt. |  |             |
| -- | -------------------- | ----- | ------------------------- | ---- | ---- |  | ----------- |
| 4  | Italia (bandiera)    | G     | Giovanna Granieri Fiorini | 1974 | 170  |  |             |
| 5  | Italia (bandiera)    | PG    | Eleonora Magaddino        | 1975 | 168  |  |             |
| 6  | Italia (bandiera)    | PG    | Francesca Martiradonna    | 1973 | 175  |  |             |
| 7  | Italia (bandiera)    | AC    | Anita Meloni              | 1977 | 183  |  |             |
| 8  | Italia (bandiera)    | GA    | Michela Voltan            | 1972 | 182  |  |             |
| 9  | Italia (bandiera)    | P     | Teresa Dei                | 1987 | 170  |  |             |
| 9  | Italia (bandiera)    | C     | Costanza Giorgi           | 1989 | 185  |  |             |
| 10 | Italia (bandiera)    | G     | Claudia Conti             | 1976 | 165  |  | [ 3 ] [ 4 ] |
| 11 | Italia (bandiera)    | C     | Silvia Martinello         | 1973 | 190  |  |             |
| 13 | Italia (bandiera)    | G     | Martina Cioni             | 1980 | 173  |  |             |
| 14 | Italia (bandiera)    | AC    | Claudia Stella            | 1987 | 175  |  |             |
| 15 | Finlandia (bandiera) | AC    | Michaela Moua             | 1976 | 184  |  |             |
| 16 | Italia (bandiera)    | C     | Sara Del Pivo             | 1992 | 180  |  | [ 5 ]       |
| 16 | Italia (bandiera)    | P     | Martina Malacarne         | 1992 | 165  |  |             |
| 18 | Italia (bandiera)    | A     | Roxana Beccani            | 1993 | 170  |  |             |
| 19 | Italia (bandiera)    | P     | Virginia Rossi            | 1991 | 170  |  |             |

## Risultati

### Coppa Italia di Serie A2

#### Semifinale
| Arbitri: | Fiora Acquaviva Cristina Ardone |

|                |          |                    |
| Martinello 19  | Punti    | 21 Twehues         |
| Martiradonna 2 | Assist   | 2 Scanzani         |
| Martinello 10  | Rimbalzi | 7 Consorti, Sandri |

#### Finale
| Arbitri: | Paolo Pesante Achille Ascione |

|             |          |              |
| Pantani 16  | Punti    | 20 Granieri  |
| Servadio 2  | Assist   | 3 Granieri   |
| Skrastiņa 8 | Rimbalzi | 9 Martinello |

## Statistiche

### Statistiche di squadra
| Competizione             | Punti | In casa | In casa | In casa | In casa | In casa | In trasferta | In trasferta | In trasferta | In trasferta | In trasferta | Totale | Totale | Totale | Totale | Totale | Totale |
| Competizione             | Punti | G       | V       | P       | Ptf     | Pts     | G            | V            | P            | Ptf          | Pts          | G      | V      | P      | Ptf    | Pts    | Diff.  |
| ------------------------ | ----- | ------- | ------- | ------- | ------- | ------- | ------------ | ------------ | ------------ | ------------ | ------------ | ------ | ------ | ------ | ------ | ------ | ------ |
| Serie A2 - Girone Sud    | 46    | 15      | 12      | 3       | 1024    | 831     | 15           | 11           | 4            | 947          | 850          | 30     | 23     | 7      | 1971   | 1681   | +290   |
| Play-off                 |       | 2       | 1       | 1       | 117     | 111     | 1            | 0            | 1            | 34           | 44           | 3      | 1      | 2      | 151    | 155    | -4     |
| Coppa Italia di Serie A2 |       | -       | -       | -       | -       | -       | 2            | 2            | 0            | 134          | 124          | 2      | 2      | 0      | 134    | 124    | +10    |
| Totale                   |       | 17      | 13      | 4       | 1141    | 942     | 18           | 13           | 5            | 1115         | 1018         | 35     | 26     | 9      | 2256   | 1960   | +296   |

### Statistiche delle giocatrici
- Campionato (stagione regolare e play-off)

| Giocatrice             | Partite | Partite | Min. | Pun | Tiri da 2 | Tiri da 2 | Tiri da 2 | Tiri da 3 | Tiri da 3 | Tiri da 3 | Tiri Liberi | Tiri Liberi | Tiri Liberi | Rimbalzi | Rimbalzi | Rimbalzi | Palle | Palle | Stopp. | Stopp. | Ass | Falli | Falli | Val. |
| Giocatrice             | Pr      | PG      | Min. | Pun | R         | T         | %         | R         | T         | %         | R           | T           | %           | D        | O        | T        | P     | R     | S      | D      | Ass | F     | S     | Val. |
| ---------------------- | ------- | ------- | ---- | --- | --------- | --------- | --------- | --------- | --------- | --------- | ----------- | ----------- | ----------- | -------- | -------- | -------- | ----- | ----- | ------ | ------ | --- | ----- | ----- | ---- |
| Martina Cioni          | 33      | 31      | 522  | 93  | 18        | 41        | 44        | 15        | 61        | 25        | 12          | 20          | 60          | 35       | 9        | 44       | 36    | 24    | 2      |        | 9   | 48    | 14    | 21   |
| Claudia Conti          | 18      | 17      | 288  | 92  | 8         | 19        | 42        | 16        | 53        | 30        | 28          | 34          | 82          | 17       | 5        | 22       | 13    | 13    |        |        | 3   | 14    | 20    | 69   |
| Teresa Dei             | 1       | 1       | 4    | 0   | 0         | 3         | 0         |           |           |           |             |             |             | 2        |          | 2        |       |       |        |        |     |       |       | -1   |
| Sara Del Pivo          | 2       | 2       | 4    | 0   | 0         | 1         | 0         |           |           |           |             |             |             |          |          |          |       |       |        |        |     |       |       | -1   |
| Costanza Giorgi        | 31      | 19      | 170  | 83  | 34        | 54        | 63        | 0         | 1         | 0         | 15          | 21          | 71          | 42       | 12       | 54       | 14    | 7     | 2      |        | 3   | 21    | 15    | 98   |
| Giovanna Granieri      | 31      | 28      | 879  | 451 | 133       | 303       | 44        | 37        | 106       | 35        | 74          | 87          | 85          | 45       | 31       | 76       | 63    | 64    | 1      |        | 35  | 60    | 82    | 332  |
| Eleonora Magaddino     | 13      | 10      | 219  | 52  | 7         | 18        | 39        | 11        | 31        | 35        | 5           | 8           | 62          | 21       | 11       | 32       | 12    | 14    | 4      |        | 7   | 18    | 10    | 47   |
| Martina Malacarne      | 1       | 1       | 3    | 0   | 0         | 2         | 0         |           |           |           |             |             |             |          |          |          |       | 1     |        |        |     |       | 1     |      |
| Silvia Martinello      | 33      | 33      | 924  | 245 | 85        | 208       | 41        | 2         | 10        | 20        | 69          | 105         | 66          | 151      | 78       | 229      | 84    | 41    | 3      | 5      | 14  | 94    | 84    | 270  |
| Francesca Martiradonna | 33      | 33      | 1065 | 364 | 110       | 211       | 52        | 15        | 46        | 33        | 99          | 135         | 73          | 116      | 19       | 135      | 99    | 50    | 3      | 8      | 66  | 95    | 138   | 396  |
| Anita Meloni           | 33      | 33      | 675  | 118 | 46        | 114       | 40        |           |           |           | 26          | 50          | 52          | 107      | 49       | 156      | 58    | 50    | 3      | 2      | 25  | 91    | 63    | 170  |
| Michaela Moua          | 30      | 29      | 944  | 394 | 160       | 303       | 53        | 1         | 7         | 14        | 71          | 132         | 54          | 163      | 54       | 217      | 99    | 55    | 2      | 1      | 22  | 76    | 110   | 412  |
| Virginia Rossi         | 7       | 4       | 8    | 2   | 1         | 1         | 100       | 0         | 1         | 0         |             |             |             |          |          |          | 1     | 2     |        |        |     | 1     | 1     | 2    |
| Claudia Stella         | 33      | 18      | 114  | 14  | 1         | 3         | 33        | 3         | 16        | 19        | 3           | 6           | 50          | 9        |          | 9        | 4     | 1     |        |        | 1   | 12    | 4     | -5   |
| Michela Voltan         | 31      | 27      | 781  | 214 | 90        | 206       | 44        |           |           |           | 34          | 106         | 32          | 132      | 60       | 192      | 108   | 64    | 4      | 3      | 33  | 89    | 80    | 197  |